# Anthomyia angulata
Anthomyia angulata är en tvåvingeart som först beskrevs av Tiensuu 1938.  Anthomyia angulata ingår i släktet Anthomyia och familjen blomsterflugor. Arten har ej påträffats i Sverige. Inga underarter finns listade i Catalogue of Life.